# 瓦塔日诺耶村委员会
瓦塔日诺耶村委员会（俄语：Ватаженский сельсовет）是俄罗斯联邦阿斯特拉罕州克拉斯内亚尔区所属的一个村委员会。其下辖有3个居民点，行政中心为瓦塔日诺耶。据2015年统计，该村委员会的人口为1561人。